# Observatoire de Geisei
L’observatoire de Geisei (en japonais 芸 西 天文台 , Geisei tenmondai ) est un observatoire astronomique situé dans le village de Geisei de la préfecture de Kōchi, au Japon. Il est utilisé principalement pour observer des comètes et des astéroïdes.
L'instrument principal est un télescope de Newton de 60 cm d'ouverture et de longueur focale 2,7 m. Le responsable de l'observatoire est l'astronome Tsutomu Seki.

## Recherche et résultats scientifiques
Entre 1981 et 2010, 225 astéroïdes ont été découverts par Tsutomu Seki dans le complexe et de nombreuses publications ont été faites.